# Гней Юлій Ментон
Гней Юлій Ментон (лат. Caius Julius Mento; ? — після 431 до н. е.) — військовий та політичний діяч Римської республіки.

## Життєпис
Походив з патриціанського роду Юліїв. Про молоді роки його мало відомостей. 
У 431 році до н. е. його було обрано консулом разом з Титом Квінкцієм Пеном Цинціннатом. Тоді точилася війна з еквами та вольсками. Проте конфлікт Ментона з Цинціннатом щодо першості у керуванні військом призвів до поразок римського війська. Армії ворогів рушили на Рим.
У цій ситуації сенат запропонував Ментону та його колезі призначити диктатора. Проте внаслідок конфлікту між консулами цього не відбулося. Тоді сенатор Квінт Сервілій Пріск звернувся до народних трибунів, які обрали диктатором Авла Постумія Туберта.
Під час наступної військової кампанії Ментон командував обороною Рима. Звів храм Аполлона у Римі. Подальша доля його невідома.